# Стара црква у Горовичу
Стара црква у Горовичу, насељеном месту на територији општине Топола, посвећена је Преображењу Христовом. Њени остаци налазе се на сеоском гробљу и о њој нема никаквих значајнијих помена у историјским изворима, што у великој мери отежава датовање.

## Предање
По народном предању, цркву је подигао деспот Стефан Лазаревић уочи поласка на Никопољску битку 1396. године. Судећи по архитектонским одликама и стилским особеностима, она је свакако из времена о коме предање говори, с краја 14. или почетка 15. века и припада моравској градитељској школи. 

## Архитектура
Триконхалне је основе са великом полукружном апсидом на источном делу и мањим бочним певницама на северној и источној страни. Издуженог је облика са припратом дозиданом у 17. веку, а потом и пространим егзонартексом саграђеним у 18. веку. Укупне димензије цркве су 20m x 7m, са високим масивним зидовима. Полуобличасти свод знатног распона очуван је само у олтарском простору, изнад кога је део двоводног крова покривеног лименом покривком. Зидана је од ломљеног и притесаног камена, а унутрашњи зидови су били омалтерисани и живописани, али је од тих живописа остао тек по који фрагмент. Фасаде су једноставно обрађене без декоративне пластике, изузев украса на кровном венцу и порталима. Кордонски венац је састављен од низа конзола и слепих аркада и простире се целом дужином северног и јужног зида. 
До 19. века црква је била у употреби, међутим, тада се у потпуности урушила, а иконостас је пренет у цркву села Саранова.